# Gibberdesmus egenus
Gibberdesmus egenus är en mångfotingart som beskrevs av Ottis Robert Causey 1971. Gibberdesmus egenus ingår i släktet Gibberdesmus och familjen fingerdubbelfotingar. Inga underarter finns listade i Catalogue of Life.